# Saint-Raphaël (Haiti)
Saint-Raphaël (Haitianisch-Kreolisch Sen Rafayèl) ist eine Gemeinde im Département Nord von Haiti.

## Geschichte
Saint-Raphaël gehörte wie das gesamte Zentralplateau zu der spanischen Kolonie Santo Domingo. Im Jahr 1761 wurde der Ort mit dem Namen San Rafael de La Angostura von Kolonisten gegründet, die größtenteils von den Kanarischen Inseln stammten. Die Bevölkerung wuchs rasch auf 1079 Einwohner im Jahr 1783. Die Region erlangte um 1774 Bedeutung, als Toussaint Louverture, noch für die Franzosen handelnd, von Engländern und Spaniern eroberte Ländereien für die Kolonie Saint-Domingue zurückeroberte. 
Im 19. Jahrhundert wurden in Saint-Raphaël entlang des Bouyaha-Flusses Nahrungsmittel angebaut. Bemerkenswert war die Erzeugung von Zuckerrohrsirup. Der größte Teil des Landes wurde jedoch für xerophyte Blutholzbäume sowie Bauhölzer (Mahagoni und Eiche) genutzt.
Während der amerikanischen Besetzung Haitis von 1915 bis 1934 erlangte die Erzeugung von Rundholz für den Export Priorität.
In den 1920er-Jahren wurde auch der Anbau von Tabak in Saint-Raphaël eingeführt. Wenig später wurde die gesamte trockene Ebene für den Anbau einheimischer Baumwolle, einer mehrjährigen und widerstandsfähigen Sorte, abgeholzt. Neu gegründete Spinnereien in Port-au-Prince hatten einen heimischen Baumwollmarkt geschaffen. Im Jahr 1942 unterbrach der Befall mit dem mexikanischen Rüsselkäfer das florierende Geschäft mit der Baumwolle grundlegend.
Die ehemalige Gemeinde Saint-Raphaël, die zum Arrondissement Grande-Rivière-du-Nord gehörte, spaltete sich in ein eigenes Arrondissement ab und wurde aufgrund von Veränderungen in der politischen Geographie des Landes zum Verwaltungssitz. Durch ein Gesetz vom 31. August 1881 wurde Saint-Raphaël zu einer Gemeinde 5. Klasse.

## Lage und Beschreibung
Neben dem Stadtzentrum von Saint-Raphaël bestehen vier Gemeindebezirke:
1. Bois Neuf mit Baron, Bedouet, Candio, Fond Diable, Garde Canot, Haut Fort, Haut Lina, Laporte, Lina, Nan Crenne, Nan Georges, Nan Gille, Nan Guinée, Nan Simon, Roche Contrée und Terre Rouge,
2. Mathurin mit Citron, Haut Garde, La Bérée, La Source, Nan Citron, Petite-Hatte, Plaine-Laporte, Pomme-Rose und Roche-Pilon,
3. Bouyaha mit Acabouille, Acajou Rond, Buénabite, Guasimal, Lacabouille und Savane-Bouc sowie
4. San-Yago mit Basile, Bassin Macanda, Bissaintique, Bois Chèche, Camp Papaye, Danny, En Bas Mare, Garde Biassou, Jean Laurent, La Roquette, Localité, Merlaine, Nan Melon, Rac Marchandises, Santiago, Trou Zombi, Wallondry und Yayou.

Die  Route Nationale RN-3 (Dondon im Norden nach Hinche im Südosten) führt durch Saint-Raphaël, wo die Route Départementale 307 südwestlich nach Saint-Michel-de-l’ Atalaye abzweigt.